# 普伦蒂湾大区
丰盛湾大区，也译作普伦蒂湾大区，是新西兰的一个大区，位于北岛北海岸的一个海湾。

## 名称来源
丰盛湾大区得名于附近的丰盛湾。丰盛湾从科罗曼多半岛一直延伸至东部的Cape Runaway。丰盛湾由库克船长于1769年航行至此时命名，库克船长当时意识到了这个地区的食物供给充足，而且他访问的几个毛利部落中，景况比他命名的贫穷湾（Poverty Bay）中见到的大不一样。

## 地区
丰盛湾地区有人口257,500人（2004年政府估计）。该区主要城市有陶朗加（人口>100,000），罗托路亚（人口>50,000），但地区议会设置在小镇華卡塔尼。
旅游业和农业是该地区的两大产业。罗托路亚特有的地热景观每年吸引了不少游客到访。